# الغصة (قفل شمر)

تعديل مصدري - تعديل

الغصة هي إحدى قرى عزلة المخلاف بمديرية قفل شمر التابعة لمحافظة حجة، بلغ تعداد سكانها 72 نسمة حسب تعداد اليمن لعام 2004.